# Valle de Guadalupe (Baja California)
Valle de Guadalupe (Tal von Guadalupe) ist ein Dorf, das im Municipio Ensenada, Baja California, Mexiko, liegt. Es ist 20 km nördlich der Stadt Ensenada zu finden und hat 2.664 Einwohner (2010).

## Geschichte
Die Gemeinde wurde 1834 vom dominikanischen Missionar Félix Caballero als Mission gegründet. Caballero selbst musste die Mission 1840 unter Angriffen von den örtlichen Indianern verlassen. Eine der wichtigsten Aktivitäten der Mission war die Weinherstellung.
1904 erfuhr die Region einen Zustrom von russischen Immigranten, die wegen ihres Glaubens aus Russland geflohen waren. Nun erhielten sie die Glaubensfreiheit und erwarben ungefähr 0,4 km² Land, um Weintrauben anzubauen.